# 알레라미치가

알레라미치 가 문장

알레라미치 가(Aleramici)는 프랑크족 계열의 중세 이탈리아 귀족 가문이며, 10세기에서 14세기까지 피에몬테와 리구리아의 북서부 지역 백작령과 변경백령들을 통치했다.

## 역사
가문의 시조는 888년 또는 889년에 롬바르디아 철관을 찾던 그의 동료 스폴레토의 귀도 3세를 도와 이탈리아에 온 프랑크족인 굴리엘모 1세 데 몬페라토이다. 그의 아들 알레라모는 처음으로 변경백이라는 작위를 가져왔다.
12세기부터 알레라미치 가는 피에몬테에서 상당한 가문 중 하나로 성장했으며, 카페 왕조와 호엔슈타우펜 가와 접촉하기도 했었다. 가문 출신들은 자주 십자군에 참여했었으며, 예루살렘의 왕과 여왕이 되었다. 그들은 또한 콤네노스 왕조, 앙겔로스 왕조, 팔라이올로고스 왕조 등의 비잔티움 황실과도 혼인 관계를 맺었고, 제4차 십자군의 결과로 테살로니카 왕국을 세우기도 했었다.
코라도 델 몬페라토 변경백은 북부 이탈리아 출신 귀족으로, 제3차 십자군에서 중요 참여자 중 한 명이었다. 그는 1190년 11월 24일 혼인을 통해 사실상의 예루살렘의 왕이었지만 그가 죽기 며칠 전인 1192년에서야 공식적으로 왕으로 선출되었다. 그는 또한 1191년부터 몬페라토 후작이기도 했다.
11세기 말에 알레라미치 가는 두 개의 본가로 나뉘게 되었는데, 첫번째는 1305년까지 몬페라토를 통치했고, 후자(델 바스토)는 피에몬테 남부와 리구리아 지역을 다스렸다. 12세기 중반 델 바스토는 살루초, 체바, 피날레, 부스카, 클라베사나 같은 소규모 후작들이 다스리는 여러 계의 분파들로 다시 나뉘었다. 델 카레토(Del Carretto)는 피에몬테와 시칠리아, 심지어는 프랑스에서도 여러 분파들을 가졌었다.

## 같이 보기
- 몬페라토 후국
- 살루초 후국
- 피날레 후국
- 체바 후국